# Barokkerken van de Filipijnen
De Barokkerken van de Filipijnen is een groep van vier kerken die sinds 1993 op de Werelderfgoedlijst van Unesco staan. Deze representeren een veel grotere groep kerken met dezelfde bouwstijl en vertegenwoordigen een samensmelting tussen de Europese barok en de Filipijns-inheemse bouwkunst en decoratie. Specifieke karakteristieken van deze kerken zijn de vaak losstaande klokkentoren en de zware steunbalken en stutten. Beide eigenschappen dienden om aardbevingen te kunnen weerstaan. Daarom wordt ook wel van aardbevingsbarok gesproken.
Deze kerken dienden ook als fort. Ook dit is terug te zien in de dikke muren en kleine hoge ramen die een bestorming erg moeilijk maken. De kerken speelden een grote rol in de Spaanse kolonisatie van de Filipijnen en veel van deze gebouwen hebben dan ook aanvallen doorstaan. Het beste voorbeeld is de kerk in Santa Maria, die op een gefortificeerde heuvel staat en daardoor eerder op een citadel lijkt.
De vier kerken, daterend uit de 16e en 18e eeuw, die op de werelderfgoedlijst staan en de bouwstijl representeren zijn:
- San Agustinkerk (Manilla)
- Nuestra Señora de la Asuncion (Santa Maria)
- Paoaykerk (Paoay)
- Miagaokerk (Miagao)